# Capo Erris
Capo Erris (in gaelico irlandese Ceann Iorrais) è un promontorio collocato nella zona nord-occidentale della contea di Mayo, Irlanda. Principalmente è utilizzato da marinai e meteorologi, ma è anche apprezzato dai turisti, per la bella vista di cui si può godere dell'Oceano Atlantico e di ripide scogliere.. Non è raggiungibile tramite strade, ma solo attraversando la campagna a piedi o tramite mezzi non motorizzati.

## Special Area of Conservation
Capo Head è una Zona speciale di conservazione dell'Unione europea e comprende circa 15 km di scogliere e habitat tipici. A livello geologico la regione comprende rocce acide, come quarzite, ortogneiss, scisto del Siluriano e Ardesia. Ospita specie rare di uccelli marini, come il falco pellegrino, e habitat di torbiere e praterie costiere intatte, che sono sempre più rari in Europa. Le scogliere, che sono esposte alle piogge le quali cadono copiose nella zona, sono anche piuttosto alte, raggiungendo altezze anche di 90 metri a nord est. Capo Erris è parte della rete Natura 2000 dell’UE, rappresentando uno degli ultimi lembi di costa atlantica europea non alterati da infrastrutture turistiche invasive o agricoltura intensiva.